# Калиновка (Покровский район)
Кали́новка (укр. Калинівка; до 2016 года — Кали́нино) — село на Украине, находится в Покровском районе Донецкой области. Основано в 1914 году Фёдором Фесенко (хутор Калиновый).
Код КОАТУУ — 1422786002. Население по переписи 2001 года составляет 139 человек. Почтовый индекс — 85333. Телефонный код — 623.